# Авторы жизнеописаний Августов
А́вторы жизнеописа́ний А́вгустов (лат. Scriptores Historiae Augustae, сокращённо SHA, Scriptores), или Исто́рия А́вгустов (лат. Historia Augusta) — условное название, впервые употреблённое в 1603 году швейцарским филологом и издателем Исааком Казобоном в отношении как авторов, так и текста римского историографического памятника предположительно IV века. Сочинение представляет собой сборник биографий римских императоров от Адриана до Карина, то есть охватывает период со 117 по 285 годы (с хронологической лакуной между 238 и 253 годом). Достоверность сведений, изложенных в этом тексте, и датировка сочинения дискуссионны.

## Авторство и время создания

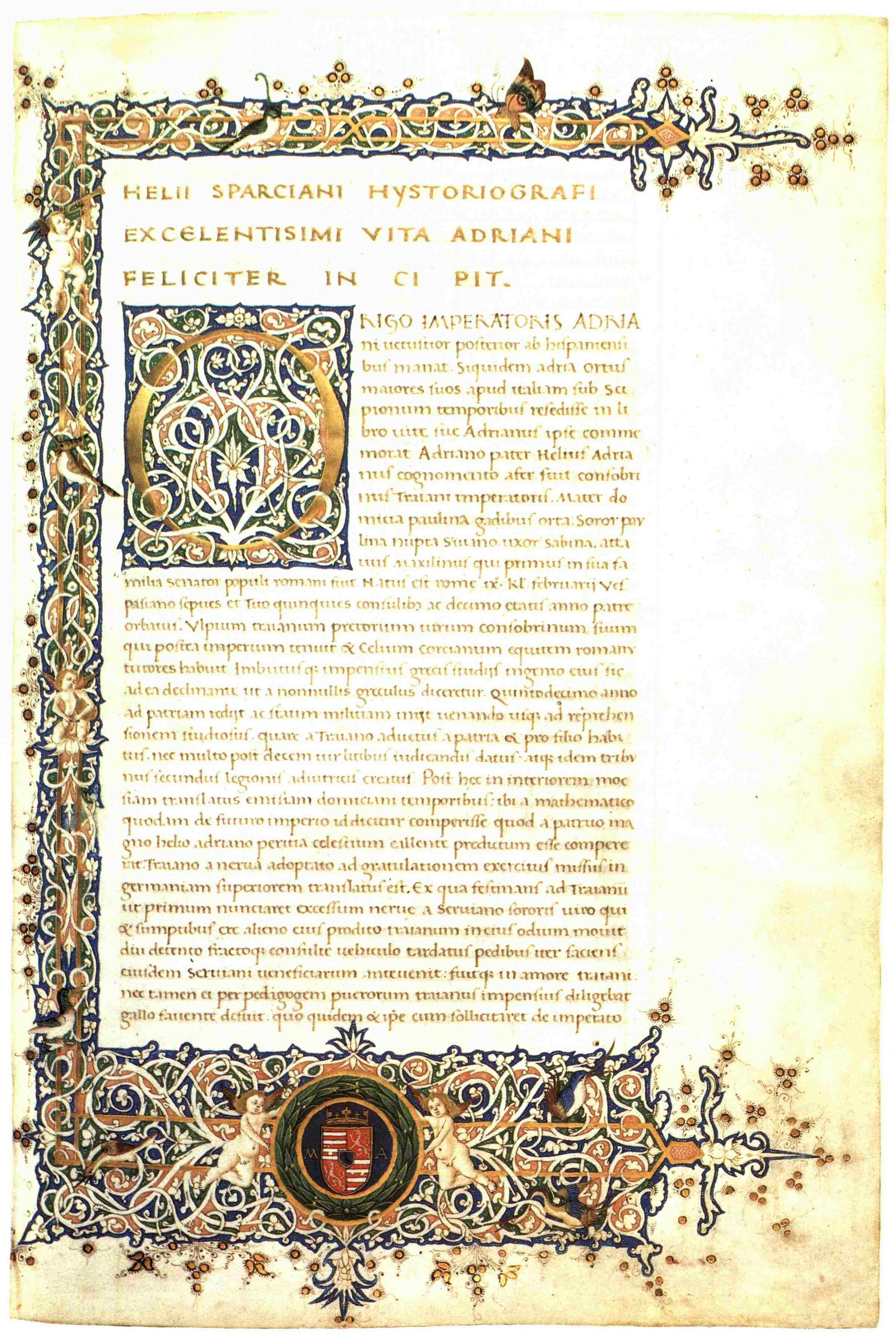
Лист рукописи «Авторов жизнеописаний августов» из Университетской библиотеки Будапешта, 1460—1470 гг.

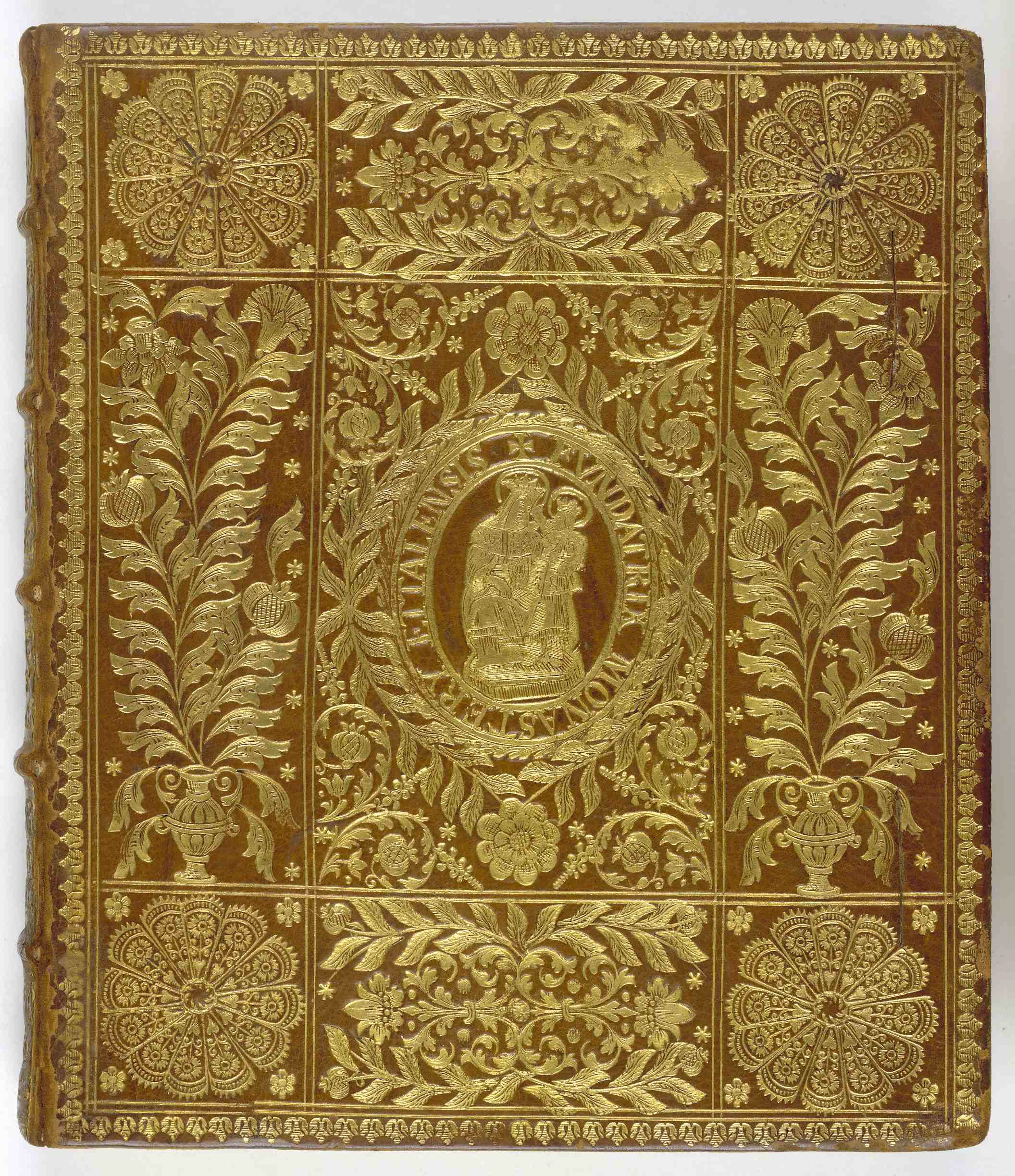
Обложка издания «Авторов жизнеописаний августов», выпущенного в 1698 г. Эттальским монастырём (Бавария)

Биография каждого императора в рукописи приписана одному из следующих шести авторов:
- Элий Спартиан (лат. Aelius Spartianus) — биографии (№ по порядку: 1-2,10-11,13-14) Адриана, Луция Элия (усыновлённый Адрианом наследник, отец Луция Вера, фактически не был императором), Септимия Севера, Песценния Нигера, Каракаллы и Геты;
- Юлий Капитолин (лат. Iulius Capitolinus) — биографии (3-5,8-9,12,15,19-21) Антонина Пия, Марка Аврелия, Луция Вера, Пертинакса, Дидия Юлиана (в современном русском издании биография по ошибке приписана Элию Спартиану), Клодия Альбина, Макрина, Максиминов, Гордианов (I, II и III), Пупиена и Бальбина (совместная);
- Вулкаций Галликан (лат. Vulcacius Gallicanus) — биография (6) Авидия Кассия;
- Элий Лампридий (лат. Aelius Lampridius) — биографии (7,16-18) Коммода, Диадумена, Гелиогабала и Александра Севера;
- Требеллий Поллион (лат. Trebellius Pollio) — биографии (22-25) Валериана, Галлиена, Клавдия Готского, раздел «Тридцать тиранов».
- Флавий Вописк (лат. Flavius Vopiscus) — биографии (26-30) Аврелиана, Тацита, Проба, «четырёх тиранов» (Фирма, Сатурнина, Прокула и Боноза), династии Кара[3].

Вклад этих авторов неодинаков, например, именем «светлейшего мужа» Вулкация Галликана подписана только одна биография (к тому же узурпатор, которому она посвящена, не правил и года), а именем Юлия Капитолина — десять. Хронологические отрезки, связанные с именами разных авторов, часто перемежаются; однако после лакуны 238—253 гг. биографии приписаны только Требеллию Поллиону и Флавию Вописку «Сиракузянину», тогда как остальным четырём авторам — тексты до этой лакуны.
Не исключено, что изначально сборник в самом начале включал также биографии Нервы и Траяна. В таком случае, он служил бы непосредственным продолжением «Жизни двенадцати цезарей» Светония, которая кончается убийством Домициана и приходом к власти Нервы в 96 году н. э.
Какие-либо вводные тексты ко всему сборнику, объясняющие его цель и задачи, отсутствуют. Возможно, это связано с предполагаемой утратой начала текста (а также лакуной 238—253 гг., после которой меняется состав авторов), но, учитывая общую ситуацию с достоверностью «Авторов», не исключено, что такое отсутствие преднамеренно и носит мистифицирующий характер.
Некоторые биографии содержат посвящения императорам Диоклетиану (непосредственному преемнику последнего из описанных в тексте императоров) и Константину. Согласно старой, традиционной точке зрения (лежащей на поверхности), текст создан этими шестью авторами в период деятельности Диоклетиана и Константина, то есть в конце III — начале IV века. Одним из аргументов в пользу такой датировки служит замечание Элия Спартиана, назвавшего самого себя «собственностью Диоклетиана». Осведомлённость некоторых авторов в вопросах права заставляют предполагать в них юристов, однако большинство, скорее всего, происходили из императорской обслуги. В 1889 году немецкий филолог Герман Дессау выдвинул гипотезу, согласно которой все шесть авторов вымышлены, а текст создан одним автором, который жил позже эпохи Диоклетиана и Константина, вероятнее всего, в самом конце IV века, в правление Феодосия Великого. Аргументы в пользу этой гипотезы таковы:
- Об этих шести авторах больше ничего не известно и нигде они больше не упоминаются;
- Их стиль практически неотличим, пишут они, как один человек;
- Странно, что одни и те же авторы посвящают свои биографии попеременно Диоклетиану, главному из четырёх тетрархов, правившему Востоком империи, и Константину, сыну одного из младших императоров (цезарей), правившего Западом.
- Использованы исторические труды авторов середины IV века, например, Аврелия Виктора и Евтропия;
- Персонажи некоторых биографий, существование которых не подтверждается другими источниками и по ряду соображений кажется сомнительным, носят имена, подобранные так, чтобы выглядеть предками римских семейств, возвысившихся лишь в конце IV века. Наиболее открытый намёк такого рода содержится в биографии Проба — там сказано, что неким неизвестным из других источников потомкам этого императора, якобы переселившимся в Верону, дано было пророчество, что их род будет занимать высочайшие посты в римском Сенате. Очевидно, имелся в виду влиятельный и богатый патриций из Вероны Секст Клавдий Петроний Проб, консул 371 года н. э., два сына которого также стали консулами в 395 году.
- Персонажам III века н. э. анахронически приписаны детали карьеры и должности, типичные для конца IV века н. э.

Гипотеза Дессау была принята большинством антиковедов последующего времени, в том числе таким авторитетным историком Рима и исследователем римской историографии, как Рональд Сайм. В то же время, выражались и сомнения по поводу этой версии (А. Момильяно, А. Х. М. Джонс, А. Кэмерон), в частности, предлагались более ранние даты, например, времена императора Юлиана Отступника (361—363 гг. н. э.). Иногда в тексте видят скрытую полемику с христианством (языческая точка зрения на мир, упоминание о почитании язычником Александром Севером Моисея и Христа как пример веротерпимости, противопоставленный религиозной политике императоров-христиан).
Оригинальной является гипотеза, согласно которой сборник составил один автор, выходец из Африки, проживший долгое время в Карфагене и поступивший на службу в семью римского сенатора преподавателем грамматики.
В качестве основных своих источников авторы жизнеописаний августов называют Мария Максима, составившего в середине III в. н. э. не дошедший до нас сборник биографий 12 императоров от Нервы до Элагабала, и Юния Корда, дополнившего его биографиями Александра Севера, Максимина Фракийца, первого и второго Гордианов и Бальбина. Помимо них, анализ текста сборника выдаёт знакомство биографов с сочинениями не только историков III века н. э. Диона Кассия, Геродиана и Дексиппа, но и поэта второй половины IV века Клавдия Клавдиана, его современника историка Евнапия, и даже составителя календарей первой половины V века Полемия Сильвия.
Недавно текст Scriptores подвергнут был компьютерному анализу, и выводы, как заявляют исследователи, свидетельствуют в пользу коллективного авторства с единым редактированием. Впрочем, данные компьютерного анализа стиля пока не могут считаться более убедительными, чем традиционный нестрогий подход.

## Содержание
Авторы жизнеописаний Августов явно подражают стилю императорских биографий Светония, «рубрицируя» по отдельным абзацам происхождение, воспитание, политическую деятельность, черты характера, личную жизнь и смерть своего героя. Сквозной сюжет книги — переход от «Золотого века» Антонинов через чудовищные бедствия III века н. э. к реставрации могущества империи при Аврелиане, Диоклетиане и Константине.
В разные эпохи — в поздней античности, в Средневековье, в эпоху Возрождения, в Новое время — сборник пользовался значительным читательским интересом благодаря большому количеству ярких подробностей и сюжетов. Основная рукопись «Истории Августов» была любимым чтением Петрарки (сохранилась копия с пометками поэта), с доверием относился к её деталям Эдуард Гиббон, в ней нашёл пророчества о событиях XX века Валерий Брюсов.

## Достоверность
Встаёт, однако, вопрос о достоверности этих сведений. Ещё Теодор Моммзен говорил о сборнике как об «опаснейшей, но необходимейшей книге», которой можно пользоваться только с «величайшим сомнением и осторожностью». Моммзену принадлежат и более резкие отзывы о SHA: «жалкая пачкотня, одно из худших произведений такого рода, оставшихся от античности». В настоящее время установлено, что биографии императоров II века и самого начала III века (до Каракаллы) опираются на добротный материал, собранный предшественниками, и в целом достоверны, хотя тоже не свободны от элементов вымысла. Сложнее дело обстоит с жизнеописаниями длинной вереницы солдатских императоров III века; наряду с известными и по другим источникам данными они содержат несомненные анахронизмы и сведения, противоречащие сообщениям других авторов. Особенно недостоверным становится текст в его заключительной части, в биографиях, приписанных Поллиону и Вописку. Многие документы, цитируемые авторами, генеалогии, ссылки на предшественников, второстепенные персонажи биографий и даже некоторые недолговечные императоры (в разделе «Тридцать тиранов») практически наверняка полностью легендарны. В ряде случаев можно реконструировать, каким образом под пером автора, испытывавшего недостаток материала, мог возникнуть тот или иной вымысел.
Во многом тексты «Авторов» в части, посвящённой III веку н. э., являются игровой имитацией исторического повествования, например, ряд вымышленных источников приведён не в поддержку собственной позиции (что обычно), а для выражения «несогласия» с ними (что уникально). Вышеназванного Мария Максима, например, авторы даже упрекают в том, что у него «история перемешана со сказками», хотя это является совершенно точным определением как раз их собственного метода.
Сочинитель «Жизнеописаний» иногда даже прямо признаётся в собственной фантазии. Например, после красочного рассказа об избрании Марка Клавдия Тацита императором, с приведением длинных речей и возгласов, ответной речи Тацита и описания его венчания, автор простодушно добавляет:

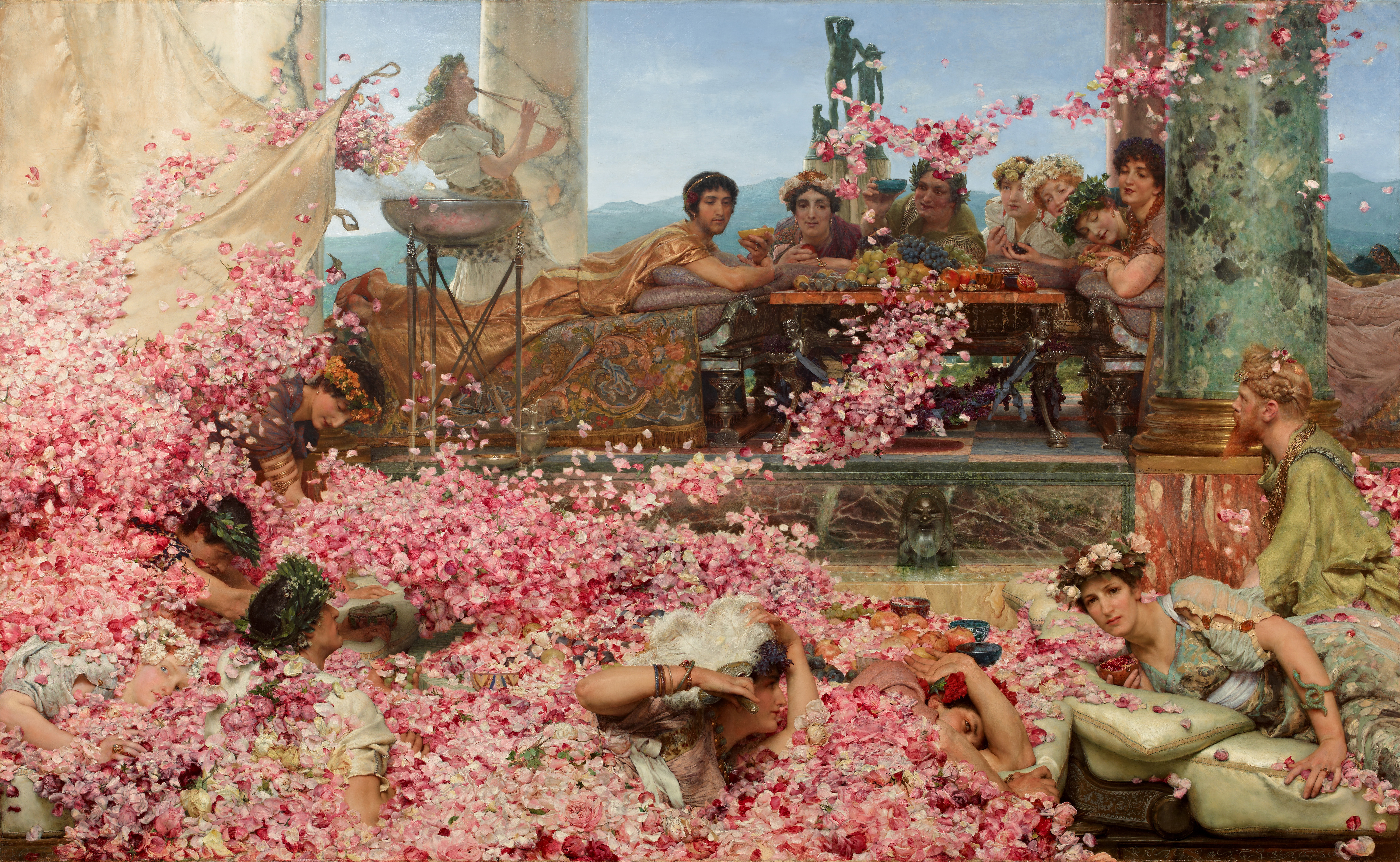
Вымышленная «Авторами жизнеописаний августов» история стала сюжетом для картины британского художника Лоуренса Альма-Тадема «Розы Гелиогабала» (1888)

«В этом месте нельзя умолчать о том, что многие сообщили в своих сочинениях, что Тацит был объявлен императором заочно, когда он находился в Кампании; это верно, и скрывать это я не могу».
Тем не менее сборник является одним из источников сведений о кризисе третьего века и не может быть полностью отвергнут историком, хотя его сведения нуждаются в постоянной проверке.
Изобилующие вымыслом тексты, действие которых приурочено к III веку н. э., в жанровом отношении приближаются к историческому роману античности, например, «Жизни Аполлония Тианского» Флавия Филострата. Неизвестно, какие цели преследовали сочинители сборника: просто «расцветить» собственной фантазией скудную информацию, находящуюся в их распоряжении, и развлечь читателя, или же осознанно пародировать историческую прозу. Предполагалось, в частности, что «Авторы» высмеивают популярное в конце IV века увлечение стариной, доводя до абсурда биографические подробности в «светонианском» стиле. Например, об узурпаторе Фирме (возможно, вымышленном) рассказано, что тот, «намазавшись крокодиловым жиром, плавал среди крокодилов, управлял слоном, сидел на гиппопотаме, ездил, сидя на огромных страусах, и как бы летал по воздуху». А об имевшем скандальную репутацию императоре Гелиогабале сообщается, что однажды он «засыпал насмерть» своих политических противников сотнями тысяч розовых лепестков, вероломно пригласив их на пир в свой дворец.
По мнению отечественного историка-антиковеда А. Г. Бокщанина, в сборнике авторов жизнеописаний августов отразилась идеология сенатской аристократии Рима IV века н. э.

## Название
В рукописи общего названия у сборника нет. Название «Scriptores historiae Augustae» дано Исааком де Казобоном по следующему месту в уже упомянутом жизнеописании императора Тацита: «Корнелия Тацита, сочинителя истории Августа, которого он называл своим родственником, он велел поместить во всех библиотеках» (Cornelium Tacitum, scriptorem historiae Augustae, quod parentem suum eundem diceret, in omnibus bibliothecis conlocari iussit). Здесь автор называет так не себя, а Корнелия Тацита, кроме того, historia Augusta здесь значит не «история Августов» (титул), но «история Октавиана Августа». Интересно, что этот пассаж о родстве императора и историка, по мнению современных комментаторов, относится к очевидным вымыслам «Sciptores».
Сокращённые названия сборника — SHA, Scriptores, Historia Augusta. В русском языке утвердилось название «Авторы жизнеописаний Августов», нередко в русском тексте даётся латинское название или его сокращения без перевода.

## Издания и переводы
В научный оборот сборник жизнеописаний августов введён был итальянским хронистом и энциклопедистом Бенцо Алессандрийским, обнаружившим его рукопись около 1320 года в библиотеке кафедрального собора Вероны. Впервые он был напечатан (editio princeps) в 1475 году в Милане, в 1588 году переиздан во Франкфурте Фридрихом Зильбургом, а в 1603 году опубликован с научными комментариями вышеназванным Исааком Казобоном.
Первый русский перевод появился в XVIII веке. В 1957—1960 годах в журнале «Вестник древней истории» увидел свет новый русский перевод С. П. Кондратьева с обширным комментарием, который в 1992 году переиздан был отдельной книгой в Москве под заглавием «Властелины Рима».
Русские переводы:
- Шесть писателей Истории о Августах / Пер. И. Харламова и Гренищева. — СПб., 1775. — Ч. 1. — 475 с.; Ч. 2. — 379 с. — 500 экз.
- Scriptores Historiae Augustae. Властелины Рима: Биографии римских императоров от Адриана до Диоклетиана / Пер. С. П. Кондратьева под ред. А. И. Доватура [1957-1960], Д. Е. Афиногенова [1992]. Комм. О. Д. Никитинского, А. И. Любжина. — М.: Наука, 1992. — 384 с. (переиздание перевода из «Вестника древней истории». — 1957. — № 1. — 1960. — № 2. Переиздавалось без изменений петербургским издательством «Алетейя» в серии «Античная библиотека» и московским издательством «Ладомир» в серии «Классики исторической мысли»)

Сочинение издано в серии «Loeb classical library» в 3 томах (№ 139, 140, 263).
Сочинение издаётся в серии «Collection Budé» в 5 томах: пока издано 5 полутомов.